# Norman Sleep
Norman H. Sleep (geb. vor 1967) ist ein US-amerikanischer Geophysiker und Professor für Geophysik an der Stanford University. Er lieferte wesentliche Beiträge zu Problemen der Plattentektonik und vielen anderen Bereichen der Geologie und Planetologie.

## Wissenschaftliche Laufbahn
1967 legte Sleep den B.S. im Fach Mathematik an der Michigan State University ab. Anschließend studierte er Geophysik am Massachusetts Institute of Technology (MIT), erwarb 1969 dort den Master und 1973 den Doktor im Fach Geophysik. Nach einer kurzen Zeit als Postdoctoral Research Associate am MIT wechselte er 1973 an die Northwestern University und war dort Assistenzprofessor für Geophysik. 1979 erhielt er die Stelle als Professor für Geophysik und Geologie an der Stanford University. Seit 1993 ist er dort Professor für Geophysik.

## Forschung
Seit 1969 beschäftigte sich Sleep mit Mittelozeanischen Rücken. Er wies erstmals die Temperaturabhängigkeit des Verhältnisses von Wassertiefe zum Alter des unterlagernden Meeresbodens nach und entwickelte Modelle, die den großen Einfluss der Zirkulation von hydrothermalen Fluiden auf die Chemie des Meereswassers und die Struktur der Rücken zeigten. In den 1970er Jahren erforschte er die Ausbildung von gedehnten Kontinentalrändern. Er maß die Absenkungsrate, die sich aus Mächtigkeit und Alter der abgelagerten Sedimente bestimmen lässt, und fand heraus, dass sich dort die Absenkungsgeschichte nicht von der Absenkungsgeschichte ozeanischer Kruste unterscheidet. Sleep entwickelte außerdem Modelle für die Sedimentablagerung auf Passiven Kontinentalrändern. Er konnte zeigen, dass die Messdaten mit der Ablagerung auf einem temperaturgesteuert absinkenden (thermal subsidence), durch Dehnung und Bruch entstandenen Plattenrand (rifted margin) vereinbar waren. Weitere Forschungsgebiete waren Inselbögen und Subduktionszonen, die Zusammensetzung der Atmosphäre sowie der Einfluss von Impakt-Ereignissen auf den gesamten Planet. Daneben erforschte er die Mechanismen geologischer Störungen und konnte den großen Einfluss von Wasser auf die Bewegung daran nachweisen.
Schon Mitte der 1970er Jahre begann er, sich für Magmatismus zu interessieren, und beschäftigte sich bis Anfang der 1990er Jahre mit der Temperaturgeschichte des Erdmantels. Außerdem untersuchte er die Ausbildung und Zusammensetzung von Mantelplumes, wie sie etwa unter Hawaii existieren. Bis Mitte der 1990er versuchte er, seine Erkenntnisse auf dem Gebiet des Magmatismus auf den Mars zu übertragen, und entwickelte ein Modell für die Tharsis-Region.

## Ehrungen und Preise
Sleep erhielt zahlreiche Ehrungen und Preise:
- 1980 James B. Macelwane-Preis der American Geophysical Union
- 1980 Mitglied der American Geophysical Union
- 1984 Mitglied der Geological Society of America
- 1991 George P. Woollard-Preis der Geological Society of America
- 1993 Mitglied der American Association for the Advancement of Science
- 1997 Alfred Wegener Medal der European Union of Geosciences
- 1998 Walter H. Bucher Medal der American Geophysical Union[1]
- 1999 Mitglied der National Academy of Sciences
- 2008 Wollaston-Medaille der Geological Society of London[3]

## Werke
- Norman H. Sleep und Kazuya Fujita: Principles of Geophysics. John Wiley and Sons, 1997, ISBN 978-0-86542-076-2.